# Brammah I
Der Brammah I ist ein Berg im Kishtwar-Himalaya, einer Gebirgsregion im Westhimalaya im indischen Unionsterritorium Jammu und Kashmir.
Der 6416 m hohe vergletscherte Berg befindet sich im Kishtwar-Nationalpark im Distrikt Kishtwar. Der Sickle Moon (6574 m) befindet sich 13 km nordöstlich. Der Brammah II (6425 m) als nächstgelegener höherer Berg befindet sich 11,32 km ostsüdöstlich.
Der Brammah I liegt im Einzugsgebiet des rechten Chanab-Nebenflusses Marau. Die Distrikthauptstadt Kishtwar liegt 34 km südwestlich des Brammah I.  
Der Brammah I wurde am 24. August 1973 von den beiden Briten Nick Estcourt und Chris Bonington über den Südostgrat erstbestiegen.